# Luan Ťü-ťie
Luan Ťü-ťie (čínsky pchin-jinem Luán Jújié, znaky zjednodušené 栾菊杰; * 14. července 1958 Nanking, Čína) je bývalá čínská a kanadská sportovní šermířka, která se specializovala na šerm fleretem.
Čínu reprezentovala v osmdesátých letech a Kanadu reprezentovala v prvním desetiletí jednadvacátého století. Na olympijských hrách startovala v roce 1984, 1988 v soutěži jednotlivkyň a družstev a v roce 2000 a 2008 v soutěži jednotlivkyň. V soutěži jednotlivkyň získala na olympijských hrách 1984 zlatou olympijskou medaili. V roce 1981 obsadila druhé a v roce 1983 a 1987 třetí místo na mistrovství světa v soutěži jednotlivkyň.